# Барвинок (Криничанский район)
Барвинок (укр. Барвінок) — село,
Новосёловский сельский совет,
Криничанский район,
Днепропетровская область,
Украина.
Код КОАТУУ — 1222084502. Население по переписи 2001 года составляло 201 человек.

## Географическое положение
Село Барвинок находится на правом берегу реки Мокрая Сура,
выше по течению на расстоянии в 1 км расположено село Вишнёвое,
ниже по течению на расстоянии в 1 км расположено село Степановка.